# منعكس غولجي الوتري
منعكس غولجي الوتري هو جزء طبيعي من القوس الانعكاسي للجهاز العصبي المحيطي، وفيه يؤدي انقباض أي عضلة هيكلية إلى استرخاء وتمديد العضلات المعاكسة لها في نفس الوقت. ولذا يُسمى هذا المنعكس أيضًا منعكس الشد العكسي نظرا لأنه يعاكس منعكس الشد. وعلى الرغم من زيادة التوتر العضلي أثناء الانقباض، إلا أنه يحدث تثبيط لعصبونات ألفا الحركية التي تغذي العضلات.

## الوظيفة
يعمل منعكس غولجي الوتري كآلية تغذية مرتدة وقائية للسيطرة على توتر العضلات النشطة وذلك بارخاء التوتر قبل أن يصل لدرجات عالية كافية للتسبب في أضرار.
بعبارة أخرى فعندما يحدث شد مبالغ فيه في العضلة فإن جهاز غولجي الوتر يرسل إشارت إلى الجهاز العصبي تنبهه إلى ارتفاع الضغط دا العضلة بشكل كبير، مما يجعل الجهاز العصبي يرسل إشارات ارخائية للعضلة وذلك لتجنب تمزقها.